# 低速度撮影

開花する テンジクアオイ属（2時間を短縮）

低速度撮影（ていそくどさつえい、英語:Time-lapse photography）とは高速度撮影とは逆に、カメラの撮影するコマ数を24枚/秒（ビデオの場合には30枚/秒）より少なくして撮影する技法である。

## 概要
低速度撮影には、コマ落としやタイムラプスといったものがある。

### コマ落とし
コマ落としは、映画の撮影技法であり、スピード感ある効果を出すために、決闘や戦闘のシーン、追跡のシーンなどの撮影に用いられることがある。1秒間に撮影するコマ数を、通常の半分程度まで落とし、標準速度（24枚/秒など）で映写すると、画面の動きが早くなる。また、シャッタースピードの調整が不十分な低速度撮影の場合、コマとちょこまかと動く不自然な動きになってしまうが、シャッタースピードを通常の撮影よりも遅く調節すればほぼ通常撮影のときと同等の自然な感じが出せる。監視カメラの記憶容量（メモリやテープの長さ）を節約するために使われる場合も有る。

映画監督のマキノ雅弘は、戦前の作品においてこの効果を出すためにコマ落としを好んで使った。なお、古い映画においてコマ落としに似たようなちょこまかとした動きになることがあるが、映写速度（再生速度）の誤りが原因であり、撮影時と同じ本来のコマ数で映写すれば違和感のない映写が可能となる。これはサイレント時代には18枚/秒（20枚/秒などのケースもある）で撮影されていたことによるもので、それを現在の映写機/映写スピードで映写するとコマ落としのようになるためである。

### タイムラプス
（Time-lapse photography）は、微速度撮影、インターバル撮影ともよばれ、太陽や星の動き、植物の成長など、人間の目には通常は微妙でゆっくりと見えるもののを撮影する技法である。通常は、コマ落としよりも1秒間に撮影するコマ数が少ない。動画撮影機能が不十分なカメラでも、静止画をつないで動画にみせることができる。例えば、東京スカイツリーの建設中の様子を定点で定期的に撮って動画にした作品等があり、動画共有サービス等で公開されている。
微速度撮影を応用した撮影方法には以下のようなものがある。
- モーション・タイムラプス - カメラを移動しながらタイムラプス撮影のこと。電子制御ジンバルや電動のスライダー・ドーリーなどを使用し、短い距離で一定の微低速でカメラをパン・チルトさせ、動きが変化する動画になる。
- ハイパーラプス - 静止画間の大幅なブレやズレを補正し、シームレスに繋ぎ合わせたタイムラプス撮影のこと。モーション・タイムラプスとはちがい、動きによる手ぶれが補正され、スムーズな動きを表現できる動画になる。
- ハイダイナミックレンジ (HDR) タイムラプス - フレームごとに別々の露出で撮影し、それらの情報を統合することで、ハイダイナミックレンジを実現したタイムラプス撮影のこと。
- ホーリーグレイル - 昼夜の移行など露出が大きく変わる時間帯を撮影するタイムラプス撮影。カメラの自動露出とISOの自動設定、コンピュータでの制御などを組み合わせることで、実現可能になった。
- バレットタイム - 被写体の周囲にカメラをたくさん並べて、アングルを動かしたい方向にそれぞれのカメラを順番に連続撮影していき、被写体の動きはスローモーションで見えるが、カメラのアングルを等速で移動したように撮影できる手法。タイムスライス、マシンガン撮影ともいう。近年では360度カメラを利用し、手軽に撮影できるようになった。
- モーションコントロール撮影
- 長時間露光タイムラプス - 長時間露光した写真を用いたタイムラプス撮影のこと。天体の動きなどを動画として表現する。